# Ејгерсунд
Ејгерсунд (норв. Eigersund) је град у Норвешкој. Град је у оквиру покрајине Западне Норвешке и други је по величини и значају град округа Рогаланд.

## Географија
Град Ејгерсунд се налази у југозападном делу Норвешке. Од главног града Осла град је удаљен 500 km југозападно од града.
Ејгерсунд се налази на крајње југозападној обали Скандинавског полуострва. Град се развио на дну омањег залива, у невеликој долини уз море. Изнад града се издижу планине. Сходно томе, надморска висина града иде од 0 до 80 м надморске висине.

## Историја
Први трагови насељавања на месту данашњег Ејгерсунда јављају се у доба праисторије. Данашње насеље јавља се у 12. веку. Ејгерсунд је стекао градска права 1798. године.
Током петогодишње окупације Норвешке (1940—45) од стране Трећег рајха Ејгерсунд и његово становништво нису значајније страдали.

## Становништво
Данас Ејгерсунд са предграђима има око 10 хиљада у градским границама, односно око 14 хиљада у оквиру општине. Последњих година број становника у граду се повећава по годишњој стопи од 0,5%.

## Привреда
Привреда Ејгерсунда се традиционално заснива на поморству и индустрији. Последњих година значај туризма, трговине, пословања и услуга је све већи.

## Збирка слика
- Поглед на Ејгерсунд
- Ејгерсунд ноћу
- пешачка улица у граду
- Главна црква Ејгерсунда